# Championnat d'Europe masculin de water-polo 2016
Navigation
Budapest 2014 Barcelone 2018
Le Championnat d'Europe de water-polo masculin 2016 est la trente-deuxième édition du Championnat d'Europe de water-polo masculin, compétition organisée par la Ligue européenne de natation (LEN) et rassemblant les meilleures équipes masculines européennes. Il se déroule à la Kombank Arena de Belgrade, en Serbie, du 10 au 23 janvier 2016.

## Acteurs du tournoi

### Équipes qualifiées
| Compétition               | Date                        | Lieu              | Places | Qualifiés                                                        |
| ------------------------- | --------------------------- | ----------------- | ------ | ---------------------------------------------------------------- |
| Pays organisateur         | -                           | -                 | 1      | Serbie                                                           |
| Championnat d'Europe 2014 | 14-27 juillet 2014          | Budapest, Hongrie | 7      | Hongrie Italie Monténégro Croatie Grèce Espagne Roumanie         |
| Qualifications            | 6 février-27 septembre 2015 | Multiples         | 8      | Pays-Bas Géorgie France Slovaquie Allemagne Malte Russie Turquie |
| Total                     |                             |                   | 16     |                                                                  |

## Premier tour

### Groupe A

#### Classement
| Rang | Équipe     | Pts | J | G | N | P | Bp | Bc | Diff |
| ---- | ---------- | --- | - | - | - | - | -- | -- | ---- |
| 1    | Espagne    | 7   | 3 | 2 | 1 | 0 | 36 | 16 | +20  |
| 2    | Monténégro | 7   | 3 | 2 | 1 | 0 | 36 | 20 | +16  |
| 3    | Pays-Bas   | 3   | 3 | 1 | 0 | 2 | 16 | 33 | -17  |
| 4    | Slovaquie  | 0   | 3 | 0 | 0 | 3 | 15 | 34 | -19  |

#### Matchs
| 10 janvier 2016 | Espagne | 13 - 4               | Slovaquie |                                                                  |                                                                  |
| 09h30           |         | (4-0, 6-2, 2-1, 1-1) |           | Kombank Arena, Belgrade Arbitrage : Frank Ohme Alessandro Severo | Kombank Arena, Belgrade Arbitrage : Frank Ohme Alessandro Severo |

| 10 janvier 2016 | Monténégro | 13 - 6               | Pays-Bas |                                                               |                                                               |
| 18h15           |            | (5-0, 3-1, 3-2, 2-3) |          | Kombank Arena, Belgrade Arbitrage : György Kun Matan Schwartz | Kombank Arena, Belgrade Arbitrage : György Kun Matan Schwartz |

| 12 janvier 2016 | Slovaquie | 5 - 6                | Pays-Bas |                                                                          |                                                                          |
| 09h30           |           | (1-2, 1-2, 1-0, 2-2) |          | Kombank Arena, Belgrade Arbitrage : Adrian Alexandrescu Radosław Koryzna | Kombank Arena, Belgrade Arbitrage : Adrian Alexandrescu Radosław Koryzna |

| 12 janvier 2016 | Monténégro | 8 - 8                | Espagne |                                                                 |                                                                 |
| 18h45           |            | (3-3, 1-2, 2-2, 2-1) |         | Kombank Arena, Belgrade Arbitrage : Mark Koganov Sergueï Naumov | Kombank Arena, Belgrade Arbitrage : Mark Koganov Sergueï Naumov |

| 14 janvier 2016 | Espagne | 15 - 4               | Pays-Bas |                                                                 |                                                                 |
| 17h15           |         | (5-0, 2-1, 3-2, 5-1) |          | Kombank Arena, Belgrade Arbitrage : Luís Santos Haldun Toygarlı | Kombank Arena, Belgrade Arbitrage : Luís Santos Haldun Toygarlı |

| 14 janvier 2016 | Monténégro | 15 - 6               | Slovaquie |                                                                   |                                                                   |
| 18h45           |            | (6-3, 6-0, 1-2, 2-1) |           | Kombank Arena, Belgrade Arbitrage : Frank Ohme Georgios Stavridis | Kombank Arena, Belgrade Arbitrage : Frank Ohme Georgios Stavridis |

### Groupe B

#### Classement
| Rang | Équipe  | Pts | J | G | N | P | Bp | Bc | Diff |
| ---- | ------- | --- | - | - | - | - | -- | -- | ---- |
| 1    | Serbie  | 9   | 3 | 3 | 0 | 0 | 49 | 16 | +33  |
| 2    | Croatie | 6   | 3 | 2 | 0 | 1 | 48 | 20 | +28  |
| 3    | France  | 3   | 3 | 1 | 0 | 2 | 30 | 43 | -13  |
| 4    | Malte   | 0   | 3 | 0 | 0 | 3 | 11 | 59 | -48  |

#### Matchs
| 10 janvier 2016 | France | 17 - 7               | Malte |                                                                       |                                                                       |
| 17h15           |        | (3-0, 7-4, 5-1, 2-2) |       | Kombank Arena, Belgrade Arbitrage : Sergueï Naumov Georgios Stavridis | Kombank Arena, Belgrade Arbitrage : Sergueï Naumov Georgios Stavridis |

| 10 janvier 2016 | Croatie | 6 - 13               | Serbie |                                                                                           |                                                                                           |
| 20h30           |         | (1-3, 2-4, 1-5, 2-1) |        | Kombank Arena, Belgrade Spectateurs : 11 000 Arbitrage : Adrian Alexandrescu Mark Koganov | Kombank Arena, Belgrade Spectateurs : 11 000 Arbitrage : Adrian Alexandrescu Mark Koganov |

| 12 janvier 2016 | France | 5 - 20               | Croatie |                                                            |                                                            |
| 17h15           |        | (0-7, 1-1, 2-8, 2-4) |         | Kombank Arena, Belgrade Arbitrage : Frank Ohme Luís Santos | Kombank Arena, Belgrade Arbitrage : Frank Ohme Luís Santos |

| 12 janvier 2016 | Serbie | 20 - 2               | Malte |                                                                                             |                                                                                             |
| 20h15           |        | (6-0, 5-1, 4-1, 5-0) |       | Kombank Arena, Belgrade Spectateurs : 8 000 Arbitrage : Irakli Kikalishvili Haldun Toygarlı | Kombank Arena, Belgrade Spectateurs : 8 000 Arbitrage : Irakli Kikalishvili Haldun Toygarlı |

| 14 janvier 2016 | Croatie | 22 - 2               | Malte |                                                               |                                                               |
| 09h30           |         | (7-1, 5-1, 5-0, 5-0) |       | Kombank Arena, Belgrade Arbitrage : György Kun Sergueï Naumov | Kombank Arena, Belgrade Arbitrage : György Kun Sergueï Naumov |

| 14 janvier 2016 | France | 8 - 16               | Serbie |                                                                                            |                                                                                            |
| 20h15           |        | (4-3, 2-4, 1-3, 1-6) |        | Kombank Arena, Belgrade Spectateurs : 10 249 Arbitrage : Radosław Koryzna Alessandro Svero | Kombank Arena, Belgrade Spectateurs : 10 249 Arbitrage : Radosław Koryzna Alessandro Svero |

### Groupe C

#### Classement
| Rang | Équipe    | Pts | J | G | N | P | Bp | Bc | Diff |
| ---- | --------- | --- | - | - | - | - | -- | -- | ---- |
| 1    | Italie    | 9   | 3 | 3 | 0 | 0 | 48 | 11 | +37  |
| 2    | Roumanie  | 6   | 3 | 2 | 0 | 1 | 31 | 30 | +1   |
| 3    | Allemagne | 3   | 3 | 1 | 0 | 2 | 29 | 39 | -10  |
| 4    | Géorgie   | 0   | 3 | 0 | 0 | 3 | 16 | 44 | -28  |

#### Matchs
| 11 janvier 2016 | Géorgie | 6 - 12               | Roumanie |                                                             |                                                             |
| 09h30           |         | (1-2, 3-2, 1-5, 1-3) |          | Kombank Arena, Belgrade Arbitrage : Xavier Buch Mario Dalli | Kombank Arena, Belgrade Arbitrage : Xavier Buch Mario Dalli |

| 11 janvier 2016 | Allemagne | 5 - 16               | Italie |                                                                       |                                                                       |
| 18h45           |           | (0-2, 1-6, 3-4, 1-4) |        | Kombank Arena, Belgrade Arbitrage : Benjamin Mercier Vojin Putniković | Kombank Arena, Belgrade Arbitrage : Benjamin Mercier Vojin Putniković |

| 13 janvier 2016 | Allemagne | 11 - 9               | Géorgie |                                                                      |                                                                      |
| 09h30           |           | (1-3, 4-3, 3-2, 3-1) |         | Kombank Arena, Belgrade Arbitrage : Matan Schwartz Dragan Štampalija | Kombank Arena, Belgrade Arbitrage : Matan Schwartz Dragan Štampalija |

| 13 janvier 2016 | Roumanie | 5 - 11               | Italie |                                                                       |                                                                       |
| 18h45           |          | (0-2, 1-4, 1-3, 3-2) |        | Kombank Arena, Belgrade Arbitrage : Stanko Ivanovski Radosław Koryzna | Kombank Arena, Belgrade Arbitrage : Stanko Ivanovski Radosław Koryzna |

| 15 janvier 2016 | Géorgie | 1 - 21               | Italie |                                                                  |                                                                  |
| 17h15           |         | (1-5, 0-6, 0-6, 0-4) |        | Kombank Arena, Belgrade Arbitrage : Xavier Buch Radosław Koryzna | Kombank Arena, Belgrade Arbitrage : Xavier Buch Radosław Koryzna |

| 15 janvier 2016 | Allemagne | 13 - 14              | Roumanie |                                                                   |                                                                   |
| 18h45           |           | (3-3, 2-3, 5-5, 3-3) |          | Kombank Arena, Belgrade Arbitrage : Mark Koganov Benjamin Mercier | Kombank Arena, Belgrade Arbitrage : Mark Koganov Benjamin Mercier |

### Groupe D

#### Classement
| Rang | Équipe  | Pts | J | G | N | P | Bp | Bc | Diff |
| ---- | ------- | --- | - | - | - | - | -- | -- | ---- |
| 1    | Hongrie | 7   | 3 | 2 | 1 | 0 | 40 | 19 | +21  |
| 2    | Russie  | 6   | 3 | 2 | 0 | 1 | 32 | 28 | +4   |
| 3    | Grèce   | 4   | 3 | 1 | 1 | 1 | 37 | 23 | +14  |
| 4    | Turquie | 0   | 3 | 0 | 0 | 3 | 19 | 58 | -39  |

#### Matchs
| 11 janvier 2016 | Russie | 17 - 8               | Turquie |                                                                       |                                                                       |
| 11h45           |        | (4-3, 4-0, 3-3, 6-2) |         | Kombank Arena, Belgrade Arbitrage : Stanko Ivanovski Radosław Koryzna | Kombank Arena, Belgrade Arbitrage : Stanko Ivanovski Radosław Koryzna |

| 11 janvier 2016 | Hongrie | 8 - 8                | Grèce |                                                                    |                                                                    |
| 20h15           |         | (3-2, 2-3, 2-1, 1-2) |       | Kombank Arena, Belgrade Arbitrage : Mark Koganov Dragan Štampalija | Kombank Arena, Belgrade Arbitrage : Mark Koganov Dragan Štampalija |

| 13 janvier 2016 | Turquie | 6 - 21               | Grèce |                                                             |                                                             |
| 15h45           |         | (1-2, 3-6, 1-6, 1-7) |       | Kombank Arena, Belgrade Arbitrage : Mario Dalli Luís Santos | Kombank Arena, Belgrade Arbitrage : Mario Dalli Luís Santos |

| 13 janvier 2016 | Hongrie | 12 - 6               | Russie |                                                                  |                                                                  |
| 20h15           |         | (1-4, 3-1, 3-0, 5-1) |        | Kombank Arena, Belgrade Arbitrage : Xavier Buch Benjamin Mercier | Kombank Arena, Belgrade Arbitrage : Xavier Buch Benjamin Mercier |

| 15 janvier 2016 | Hongrie | 20 - 5               | Turquie |                                                                     |                                                                     |
| 09h30           |         | (4-0, 4-1, 5-1, 7-3) |         | Kombank Arena, Belgrade Arbitrage : Stanko Ivanovski Matan Schwartz | Kombank Arena, Belgrade Arbitrage : Stanko Ivanovski Matan Schwartz |

| 15 janvier 2016 | Russie | 9 - 8                | Grèce |                                                                    |                                                                    |
| 20h15           |        | (2-2, 2-2, 2-4, 3-0) |       | Kombank Arena, Belgrade Arbitrage : Boris Margeta Vojin Putniković | Kombank Arena, Belgrade Arbitrage : Boris Margeta Vojin Putniković |

## Phase finale
|  | Huitièmes de finale     | Huitièmes de finale     |            |                         | Quarts de finale        | Quarts de finale        |   |  | Demi-finales            | Demi-finales            |  |  | Finale                  | Finale                  |
|  | Huitièmes de finale     | Huitièmes de finale     |            |                         | Quarts de finale        | Quarts de finale        |   |  | Demi-finales            | Demi-finales            |  |  | Finale                  | Finale                  |
|  |                         |                         |            |                         |                         |                         |   |  |                         |                         |  |  |                         |                         |
|  | 16 janvier 2016 à 09h30 | 16 janvier 2016 à 09h30 |            |                         | 18 janvier 2016 à 18h45 | 18 janvier 2016 à 18h45 |   |  | 20 janvier 2016 à 20h15 | 20 janvier 2016 à 20h15 |  |  | 23 janvier 2016 à 17h45 | 23 janvier 2016 à 17h45 |
|  | 16 janvier 2016 à 09h30 | 16 janvier 2016 à 09h30 |            |                         | 18 janvier 2016 à 18h45 | 18 janvier 2016 à 18h45 |   |  | 20 janvier 2016 à 20h15 | 20 janvier 2016 à 20h15 |  |  | 23 janvier 2016 à 17h45 | 23 janvier 2016 à 17h45 |
|  | [A1] Espagne            | 14                      |            |                         | 18 janvier 2016 à 18h45 | 18 janvier 2016 à 18h45 |   |  | 20 janvier 2016 à 20h15 | 20 janvier 2016 à 20h15 |  |  | 23 janvier 2016 à 17h45 | 23 janvier 2016 à 17h45 |
|  | [A1] Espagne            | 14                      |            |                         | 18 janvier 2016 à 18h45 | 18 janvier 2016 à 18h45 |   |  | 20 janvier 2016 à 20h15 | 20 janvier 2016 à 20h15 |  |  | 23 janvier 2016 à 17h45 | 23 janvier 2016 à 17h45 |
|  | [B4] Malte              | 3                       |            |                         | 18 janvier 2016 à 18h45 | 18 janvier 2016 à 18h45 |   |  | 20 janvier 2016 à 20h15 | 20 janvier 2016 à 20h15 |  |  | 23 janvier 2016 à 17h45 | 23 janvier 2016 à 17h45 |
|  | [B4] Malte              | 3                       | Espagne    | 2                       |                         |                         |   |  | 20 janvier 2016 à 20h15 | 20 janvier 2016 à 20h15 |  |  | 23 janvier 2016 à 17h45 | 23 janvier 2016 à 17h45 |
|  | 17 janvier 2016 à 18h45 |                         | Espagne    | 2                       |                         |                         |   |  | 20 janvier 2016 à 20h15 | 20 janvier 2016 à 20h15 |  |  | 23 janvier 2016 à 17h45 | 23 janvier 2016 à 17h45 |
|  |                         | Grèce                   | 6          |                         |                         |                         |   |  | 20 janvier 2016 à 20h15 | 20 janvier 2016 à 20h15 |  |  | 23 janvier 2016 à 17h45 | 23 janvier 2016 à 17h45 |
|  | [C2] Roumanie           | Grèce                   | 6          | 9                       |                         |                         |   |  | 20 janvier 2016 à 20h15 | 20 janvier 2016 à 20h15 |  |  | 23 janvier 2016 à 17h45 | 23 janvier 2016 à 17h45 |
|  | [C2] Roumanie           | 18 janvier 2016 à 20h15 |            | 9                       |                         |                         |   |  | 20 janvier 2016 à 20h15 | 20 janvier 2016 à 20h15 |  |  | 23 janvier 2016 à 17h45 | 23 janvier 2016 à 17h45 |
|  | [D3] Grèce              | 15                      |            |                         |                         |                         |   |  | 20 janvier 2016 à 20h15 | 20 janvier 2016 à 20h15 |  |  | 23 janvier 2016 à 17h45 | 23 janvier 2016 à 17h45 |
|  | [D3] Grèce              | 15                      | Grèce      | 7                       |                         |                         |   |  |                         |                         |  |  | 23 janvier 2016 à 17h45 | 23 janvier 2016 à 17h45 |
|  | 16 janvier 2016 à 18h45 |                         | Grèce      | 7                       |                         |                         |   |  |                         |                         |  |  | 23 janvier 2016 à 17h45 | 23 janvier 2016 à 17h45 |
|  |                         | Serbie                  | 13         |                         |                         |                         |   |  |                         |                         |  |  | 23 janvier 2016 à 17h45 | 23 janvier 2016 à 17h45 |
|  | [B1] Serbie             | Serbie                  | 13         | 10                      |                         |                         |   |  |                         |                         |  |  | 23 janvier 2016 à 17h45 | 23 janvier 2016 à 17h45 |
|  | [B1] Serbie             | 21 janvier 2016 à 20h15 |            | 10                      |                         |                         |   |  |                         |                         |  |  | 23 janvier 2016 à 17h45 | 23 janvier 2016 à 17h45 |
|  | [A4] Slovaquie          | 5                       |            |                         |                         |                         |   |  |                         |                         |  |  | 23 janvier 2016 à 17h45 | 23 janvier 2016 à 17h45 |
|  | [A4] Slovaquie          | 5                       | Serbie     | 15                      |                         |                         |   |  |                         |                         |  |  | 23 janvier 2016 à 17h45 | 23 janvier 2016 à 17h45 |
|  | 17 janvier 2016 à 20h15 |                         | Serbie     | 15                      |                         |                         |   |  |                         |                         |  |  | 23 janvier 2016 à 17h45 | 23 janvier 2016 à 17h45 |
|  |                         | Russie                  | 5          |                         |                         |                         |   |  |                         |                         |  |  | 23 janvier 2016 à 17h45 | 23 janvier 2016 à 17h45 |
|  | [D2] Russie             | Russie                  | 5          | 9                       |                         |                         |   |  |                         |                         |  |  | 23 janvier 2016 à 17h45 | 23 janvier 2016 à 17h45 |
|  | [D2] Russie             | 19 janvier 2016 à 18h45 |            | 9                       |                         |                         |   |  |                         |                         |  |  | 23 janvier 2016 à 17h45 | 23 janvier 2016 à 17h45 |
|  | [C3] Allemagne          | 6                       |            |                         |                         |                         |   |  |                         |                         |  |  | 23 janvier 2016 à 17h45 | 23 janvier 2016 à 17h45 |
|  | [C3] Allemagne          | 6                       | Serbie     | 10                      |                         |                         |   |  |                         |                         |  |  |                         |                         |
|  | 17 janvier 2016 à 09h30 |                         | Serbie     | 10                      |                         |                         |   |  |                         |                         |  |  |                         |                         |
|  |                         | Monténégro              | 8          |                         |                         |                         |   |  |                         |                         |  |  |                         |                         |
|  | [C1] Italie             | Monténégro              | 8          | 16                      |                         |                         |   |  |                         |                         |  |  |                         |                         |
|  | [C1] Italie             |                         |            | 16                      |                         |                         |   |  |                         |                         |  |  |                         |                         |
|  | [D4] Turquie            | 2                       |            |                         |                         |                         |   |  |                         |                         |  |  |                         |                         |
|  | [D4] Turquie            | 2                       | Italie     | 7                       |                         |                         |   |  |                         |                         |  |  |                         |                         |
|  | 16 janvier 2016 à 17h15 |                         | Italie     | 7                       |                         |                         |   |  |                         |                         |  |  |                         |                         |
|  |                         | Monténégro              | 10         |                         |                         |                         |   |  |                         |                         |  |  |                         |                         |
|  | [A2] Monténégro         | Monténégro              | 10         | 11                      |                         |                         |   |  |                         |                         |  |  |                         |                         |
|  | [A2] Monténégro         | 19 janvier 2016 à 20h15 |            | 11                      |                         |                         |   |  |                         |                         |  |  |                         |                         |
|  | [B3] France             | 6                       |            |                         |                         |                         |   |  |                         |                         |  |  |                         |                         |
|  | [B3] France             | 6                       | Monténégro | 8                       |                         |                         |   |  |                         |                         |  |  |                         |                         |
|  | 17 janvier 2016 à 17h15 |                         | Monténégro | 8                       |                         |                         |   |  |                         |                         |  |  |                         |                         |
|  |                         | Hongrie                 | 5          |                         |                         |                         |   |  |                         |                         |  |  |                         |                         |
|  | [D1] Hongrie            | Hongrie                 | 5          | 14                      |                         |                         |   |  |                         |                         |  |  |                         |                         |
|  | [D1] Hongrie            |                         |            | 14                      |                         |                         |   |  |                         |                         |  |  |                         |                         |
|  | [C4] Géorgie            | 3                       |            | Match pour la 3e place  | Match pour la 3e place  |                         |   |  |                         |                         |  |  |                         |                         |
|  | [C4] Géorgie            | 3                       | Hongrie    | Match pour la 3e place  | Match pour la 3e place  | 8                       |   |  |                         |                         |  |  |                         |                         |
|  | 16 janvier 2016 à 20h15 | 16 janvier 2016 à 20h15 | Hongrie    | 23 janvier 2016 à 16h15 | 23 janvier 2016 à 16h15 | 8                       |   |  |                         |                         |  |  |                         |                         |
|  | 16 janvier 2016 à 20h15 | 16 janvier 2016 à 20h15 |            | 23 janvier 2016 à 16h15 | 23 janvier 2016 à 16h15 | Croatie                 | 5 |  |                         |                         |  |  |                         |                         |
|  | [B2] Croatie            | 16                      | Grèce      | 10                      |                         | Croatie                 | 5 |  |                         |                         |  |  |                         |                         |
|  | [B2] Croatie            | 16                      | Grèce      | 10                      |                         |                         |   |  |                         |                         |  |  |                         |                         |
|  | [A3] Pays-Bas           | 9                       |            | Hongrie                 | 13                      |                         |   |  |                         |                         |  |  |                         |                         |
|  | [A3] Pays-Bas           | 9                       |            | Hongrie                 | 13                      |                         |   |  |                         |                         |  |  |                         |                         |

## Matchs de classement
|  | Demi-finales 5e/8e places | Demi-finales 5e/8e places |                 |   | 5e et 6e places         | 5e et 6e places         |
|  | Demi-finales 5e/8e places | Demi-finales 5e/8e places |                 |   | 5e et 6e places         | 5e et 6e places         |
|  |                           |                           |                 |   |                         |                         |
|  | 20 janvier 2016 à 18h45   | 20 janvier 2016 à 18h45   |                 |   | 23 janvier 2016 à 13h30 | 23 janvier 2016 à 13h30 |
|  | 20 janvier 2016 à 18h45   | 20 janvier 2016 à 18h45   |                 |   | 23 janvier 2016 à 13h30 | 23 janvier 2016 à 13h30 |
|  | Espagne                   | 10                        |                 |   | 23 janvier 2016 à 13h30 | 23 janvier 2016 à 13h30 |
|  | Espagne                   | 10                        |                 |   | 23 janvier 2016 à 13h30 | 23 janvier 2016 à 13h30 |
|  | Russie                    | 9                         |                 |   | 23 janvier 2016 à 13h30 | 23 janvier 2016 à 13h30 |
|  | Russie                    | 9                         | Espagne         | 8 |                         |                         |
|  | 21 janvier 2016 à 18h45   |                           | Espagne         | 8 |                         |                         |
|  |                           | Italie                    | 7               |   |                         |                         |
|  | Italie                    | Italie                    | 7               | 8 |                         |                         |
|  | Italie                    |                           |                 | 8 |                         |                         |
|  | Croatie                   | 6                         |                 |   |                         |                         |
|  | Croatie                   | 6                         | 7e et 8e places |   |                         |                         |
|  |                           |                           |                 |   |                         |                         |
|  | 23 janvier 2016 à 12h00   |                           |                 |   |                         |                         |
|  |                           |                           |                 |   |                         |                         |
|  | Russie                    | 5                         |                 |   |                         |                         |
|  | Russie                    | 5                         |                 |   |                         |                         |
|  | Croatie                   | 13                        |                 |   |                         |                         |
|  | Croatie                   | 13                        |                 |   |                         |                         |

## Statistiques et récompenses

### Classement
| Rang | Équipe     | J | V | N | D | Bp | Bc  | Diff | Pts |
| ---- | ---------- | - | - | - | - | -- | --- | ---- | --- |
| 1    | Serbie     | 7 | 7 | 0 | 0 | 97 | 41  | +56  | 14  |
| 2    | Monténégro | 7 | 5 | 1 | 1 | 73 | 48  | +25  | 11  |
| 3    | Hongrie    | 7 | 5 | 1 | 1 | 80 | 45  | +35  | 11  |
| 4    | Grèce      | 7 | 3 | 1 | 3 | 75 | 60  | +15  | 7   |
| 5    | Espagne    | 7 | 5 | 1 | 1 | 70 | 41  | +29  | 11  |
| 6    | Italie     | 7 | 5 | 0 | 2 | 86 | 36  | +50  | 10  |
| 7    | Croatie    | 7 | 4 | 0 | 3 | 88 | 50  | +38  | 8   |
| 8    | Russie     | 7 | 3 | 0 | 4 | 60 | 70  | -10  | 6   |
| 9    | France     | 7 | 4 | 0 | 3 | 73 | 77  | -4   | 8   |
| 10   | Roumanie   | 7 | 4 | 0 | 3 | 68 | 74  | -6   | 8   |
| 11   | Allemagne  | 7 | 3 | 0 | 4 | 62 | 73  | -11  | 6   |
| 12   | Pays-Bas   | 7 | 2 | 0 | 5 | 49 | 78  | -29  | 4   |
| 13   | Slovaquie  | 7 | 2 | 0 | 5 | 55 | 106 | -51  | 4   |
| 14   | Géorgie    | 7 | 1 | 0 | 6 | 49 | 88  | -39  | 2   |
| 15   | Malte      | 7 | 1 | 0 | 6 | 40 | 117 | -77  | 2   |
| 16   | Turquie    | 7 | 0 | 0 | 7 | 51 | 110 | -59  | 0   |

### Médaillés
| Édition       | Or | Argent | Bronze |
| ------------- | --- | --- | --- |
| Belgrade 2016 | Serbie Milan Aleksić Miloš Ćuk Filip Filipović Nikola Jakšić Živko Gocić Dušan Mandić Branislav Mitrović Stefan Mitrović Slobodan Nikić Duško Pijetlović Gojko Pijetlović Andrija Prlainović Sava Ranđelović Sélectionneur : Dejan Savić | Monténégro Darko Brguljan Draško Brguljan Aleksandar Ivović Mlađan Janović Nikola Janović Predrag Jokić Dejan Lazović Sasa Misić Vjekoslav Pasković Antonio Petrović Aleksandar Radović Miloš Šćepanović Nikola Vukčević Sélectionneur : Vladimir Gojković | Hongrie Bence Bátori Dávid Bisztritsányi Ádám Decker Balázs Erdélyi Miklós Gór-Nagy Balázs Hárai Norbert Hosnyánszky Gábor Kis Krisztián Manhercz Viktor Nagy Márton Vámos Dániel Varga Dénes Varga Sélectionneur : Tibor Benedek |